# Nicholas Monsarrat
Nicholas Monsarrat (Liverpool, 22 de marzo de 1910 - Londres, 8 de agosto de 1979) fue un periodista, novelista, militar y diplomático británico. Su libro más conocido es Mar cruel, traducido a numerosos idiomas y adaptado al cine.

## Biografía
Nace en 1910 y estudia en el Trinity College de Cambridge. Abandona sus estudios de Derecho para dedicarse al periodismo y a la escritura. Trabaja como periodista independiente (freelance) y escribe cuatro novelas y una pieza de teatro entre 1934 y 1939. Escribe varios artículos sobre la sublevación de Invergordon (huelga de marineros de la Royal Navy en el contexto de la crisis económica y del crack de Wall Street) que fue un acontecimiento importante para la formación de su conciencia política.
A pesar de ser pacifista y estar en el cuerpo de ambulancieros, Nicholas Monsarrat pide en 1939 su incorporación en la RNVR (Reservistas Voluntarios de la Royal Navy).
Aficionado a la vela, se convierte en oficial eficaz a bordo de corbetas antisubmarinos. Incluso le confiaron el mando de una fragata ASM (antisubmarinos) de la clase River, y sus vivencias durante la guerra le servirán de materia para sus novelas. 
En su novela Mar cruel (The Cruel Sea) publicada en 1951 relata sus seis años de guerra. El libro se convierte en un clásico de la literatura bélica y marítima. Es adaptado al cine.